# Адміністративний устрій Полтавського району
Адміністративний поділ Полтавського району — адміністративно-територіальний поділ Полтавського району Полтавської області на 7 сільських громад та 10 сільських рад, які об'єднують 148 населених пунктів.

## Список сільських громадПолтавського району
- Заворсклянська сільська громада
- Коломацька сільська громада
- Мачухівська сільська громада
- Новоселівська сільська громада
- Супрунівська сільська громада
- Терешківська сільська громада
- Щербанівська сільська громада

## Список сільських радПолтавського району
| №  | Назва                         | Центр            | Населені пункти | Площа км² | Місце за площею | Населення (2001), чол. | Місце за населенням |
| -- | ----------------------------- | ---------------- | --- | --------- | --------------- | ---------------------- | ------------------- |
| 1  | Абазівська сільська рада      | c. Абазівка      | c. Абазівка с. Лаврики с. Рожаївка с. Соломахівка с. Червона Долина                                                                        |           |                 |                        |                     |
| 2  | Бричківська сільська рада     | c. Бричківка     | c. Бричківка с. Гринівка с. Петрівка |           |                 |                        |                     |
| 3  | Валківська сільська рада      | c. Валок         | c. Валок с. Каплунівка с. Лозівка с. Очканівка                                                                                             |           |                 |                        |                     |
| 4  | Ковалівська сільська рада     | c. Ковалівка     | c. Ковалівка с. Андрушки с. Бочанівка с. Верхоли с. Грабинівка с. Давидівка с. Залізничне с. Затурине с. Їжаківка с. Макухівка с. Соснівка |           |                 |                        |                     |
| 5  | Пальчиківська сільська рада   | c. Пальчиківка   | c. Пальчиківка с. Бугаївка с. Витівка с. Гутирівка с. Карпусі с. Келебердівка с. Косточки с. Уманцівка с. Циганське                        |           |                 |                        |                     |
| 6  | Рунівщинська сільська рада    | c. Рунівщина     | c. Рунівщина с. Гаврилки с. Глоби с. Карнаухи с. Петрашівка с. Сягайли с. Фисуни                                                           |           |                 |                        |                     |
| 7  | Сем'янівська сільська рада    | c. Сем'янівка    | c. Сем'янівка с. Олепіри с. Патлаївка с. Тернівщина с. Яцинова Слобідка                                                                    |           |                 |                        |                     |
| 8  | Степненська сільська рада     | c-ще Степне      | c-ще Степне |           |                 |                        |                     |
| 9  | Тахтаулівська сільська рада   | c. Тахтаулове    | c. Тахтаулове с. Жуки |           |                 |                        |                     |
| 10 | Чорноглазівська сільська рада | c. Чорноглазівка | c. Чорноглазівка с. Бершацьке с. Глухове с. Долина с. Макарцівка с. Носівка с. Трирогове                                                   |           |                 |                        |                     |

* Примітки: с. — село, с-ще — селище

## Колишній населений пункт
- Велике Ладижине († 2003)